# Дубровский, Алексей Орестович
Алексе́й Оре́стович Дубро́вский (2 октября 1916, Устюжна — 28 апреля 2009, Сортавала, Карелия) — заслуженный агроном Карельской АССР (1957), Заслуженный агроном РСФСР (1970), Герой Социалистического Труда (1958), Почётный гражданин города Сортавала (1997), Почётный гражданин Республики Карелия (2001).

## Биография
Родился в семье земского агронома. После окончания в 1935 году Устюженского сельскохозяйственного техникума, работал начальником опытной станции, старшим агрономом районного земельного отдела в Ленинградской области, начальником сортоиспытательного участка в Новгородской области.
Участник Великой Отечественной войны. Служил разведчиком в партизанском отряде, воевал на Ленинградском фронте в составе 63-й гвардейской стрелковой дивизии. Награждён тремя медалями «За отвагу». При форсировании реки Нарва был тяжело ранен и, после лечения в госпитале, демобилизован.
В 1947 году направлен в Карело-Финскую ССР. В 1949 году избран председателем колхоза имени Тельмана в Сортавальском районе.
В 1961—1986 годах — директор совхоза «Сортавальский» в Сортавальском районе. Совхоз неоднократно был отмечен наградами Выставки достижений народного хозяйства СССР.
Избирался депутатом Верховного Совета СССР V созыва, Верховного Совета Карело-Финской ССР IV созыва, Верховного Совета Карельской АССР VII—XI созывов, членом Карельского обкома КПСС.

## Сочинения
- Дубровский А. О. Колхоз имени Тельмана / А. О. Дубровский, К. И. Привалова, Ф. П. Карпечкова. — Петрозаводск: Госиздат Карело-Финской ССР, 1954 — 90 с.: ил.
- Дубровский А. О. Урожайное поле Нечерноземья / А. О. Дубровский. — Петрозаводск: Карелия, 1978. — 30 с.: ил. — (Горизонты Нечерноземья)